# Quentin de Parseval
Quentin de Parseval (21 de setembre de 1987, Orleans) és un futbolista professional francès, que juga de defensa.
Ha jugat amb l'SC Amiens entre la temporada 2006-07 fins a la 2009-10. Fins al 2008-09 jugava a la Ligue 2. Abans de jugar amb el SC Amiens, a la temporada 2005-06 va jugar amb l'Angers SCO